# Lantmännen
 Der er for få eller ingen kildehenvisninger i denne artikel, hvilket er et problem. Du kan hjælpe ved at angive troværdige kilder til de påstande, som fremføres i artiklen.

Lantmännen er en svensk kooperativt ejet fødevarevirksomhed, der omsætter for ca. 35 milliarder svenske kroner årligt (2010) og har cirka 10.000 ansatte. Gennem ejerskabet af en række danske varemærker er Lantmännen også aktiv på det danske marked.
Virksomhedens historie går tilbage til 1800-tallet, og praktisk talt alle svenske bønder – ca. 36.000 – er i dag medejere af Lantmännen via lokale foreninger. Størstedelen af fødevareproduktionen relaterer sig til kornbaserede produkter og kylling.

## Varemærker
I 2011 ejede Lantmännen følgende varemærker:
Agrol, Amo, Aspen, Axa, Bozita, Danpo, Doggy, gogreen, gooh!, Hatting, HavneMøllerne, Kornkammeret, Korvbrödsbagaren, Krafft, Kronfågel, Kungsörnen, Mjau, Nord Mills, Paaskebrød, Pastridor Regal, Schulstad, Skoga, Start!, SW Seed og Swecon.[kilde mangler]

## Danmark
Lantmännen ejer bl.a. Havnemøllen på Vejle havn og Drabæks Mølle i Lunderskov.
På fjerkræslagteriet i Aars, som Lantmännen også ejer gennem Danpo, slagtes 40 millioner kyllinger årligt.[kilde mangler]

### Lukkede fabrikker
I 2010 lukkede Lantmännen sit store bageri i Glostrup. Paaskebrød-burgerbollerne bages nu i Tyskland og Finland.

## Sverige
Lantmännen ejer bl.a. Sveriges største fjerkræslagteri, som ligger i Kristianstad. Der slagtes 23 millioner kyllinger årligt.[kilde mangler]